# HCN4
HCN4 est un canal ionique intervenant dans le courant if. Son gène est le HCN4 situé sur le chromosome 15 humain.
La mutation du gène peut être responsable d'une bradycardie, et parfois, d'une non compaction ventriculaire gauche ou d'une dilatation de l'aorte ascendante. Une autre mutation, avec gain de fonction, peut provoquer une tachycardie sinusale inappropriée familiale.